# Tricycle Film
TRICYCLE FILM（トライシクルフィルム）は、フリーランスディレクター・映画監督、庭月野議啓の屋号。

## 概要
2002年、福岡の九州芸術工科大学(現・九州大学)で同級生だった庭月野議啓、樋口聖典、辻健一の3人が、自主映画制作団体を結成。3人、3つの車輪で走るという意味でTRICYCLE(三輪車) FILMと命名した。その後、映像・映画制作の道に進んだ庭月野が「TRICYCLE FILM」の団体名を屋号として引き継ぎ、現在に至る。最新作『仁光の受難』は、2012年のクランクインから4年の歳月をかけて完成。2016年10月にバンクーバー国際映画祭でのワールドプレミア、釜山国際映画祭でのアジアプレミア経て、2017年にポニーキャニオンの配給で全国ロードショー。北米とヨーロッパでも海外配給された。

## 作品

### 短編映画
- イチゴジャム （2010年）

　第10回TAMA NEW WAVE ある視点部門にて上映
　第32回ぴあフィルムフェスティバル PFFアワード2010 入選
　SKIPシティ国際Dシネマ映画祭2010 短編部門 入選
　第15回水戸短編映像祭 コンペティション部門 入選
　第三回下北沢映画祭 コンペティション部門 入選

### 長編映画
- 仁光の受難 （2016年）

　第35回バンクーバー国際映画祭 ドラゴン＆タイガー部門 入選
　第21回釜山国際映画祭 アジア映画の窓部門 入選
　第17回東京フィルメックス コンペティション部門 入選
　第46回ロッテルダム国際映画祭
　第41回香港国際映画祭
　他

### 学生作品
- heavy smoke, innocent light （2004年）
- Relation Goes By... （2004年）

　TBS DigiCon6+1 カテゴリー２優秀賞
- オズ （2005年）

　第6回宝塚映画祭入選
- ユメドリ （2006年）

## 関連作品

### 短編アニメ
- オニズシシリーズ （2016年）※横原大和との共同監督